# Mangazeit
Mangazeit ist ein sehr selten vorkommendes Mineral aus der Mineralklasse der „Sulfate“ (und Verwandte, siehe Klassifikation). Es kristallisiert im triklinen Kristallsystem mit der Zusammensetzung Al2[(OH)4|SO4] · 3H2O, ist also chemisch gesehen ein wasserhaltiges, basisches Aluminium-Sulfat.
Mangazeit konnte bisher nur in Form radialstrahliger Aggregate mit feinnadeligen Kristallen bis etwa 0,04 mm Größe gefunden werden. In reiner Form ist er farblos und durchsichtig, kann aber durch vielfache Lichtbrechung aufgrund von Gitterbaufehlern oder polykristalliner Ausbildung auch weiß erscheinen und durch Fremdbeimengungen hellgelbe Zonen aufweisen.

## Etymologie und Geschichte
Erstmals entdeckt wurde Mangazeit 2005 in der Zinn-Silber-Lagerstätte „Mangazeisky“ (Mangazeiskoe) etwa 300 km östlich der Lena bei Werchojansk in der sibirischen Republik Sacha (Jakutien) in Russland. Beschrieben wurde das Mineral von G. M. Gamyanin, Yu. Ya. Zhdanov, N. V. Zayakina, V. F. Gamyanina und V. S. Suknev, die es nach seiner Typlokalität benannten.
Das Typmaterial des Minerals wurde im Fersman Mineralogical Museum der Russischen Akademie der Wissenschaften in Moskau hinterlegt (Katalog Nr. 3291/1).

## Klassifikation
Da der Mangazeit erst 2005 entdeckt und von der International Mineralogical Association (IMA) anerkannt wurde, ist er in der ursprünglichen und seit 2001 veralteten Systematik der Minerale nach Strunz (8. Auflage) nicht aufgeführt. Einzig das 2008 erschienene „Lapis-Mineralienverzeichnis“, das sich aus Rücksicht auf private Sammler und institutionelle Sammlungen noch nach der klassischen Systematik von Karl Hugo Strunz richtet, führt das Mineral in der Klasse der „Sulfate, Chromate, Molybdate, Wolframate“ und dort in der „Aluminit-Gruppe“ mit der System-Nr. VI/D.06 und den weiteren Mitgliedern Aluminit, Felsőbányait, Hydrobasaluminit, Jurbanit, Khademit, Meta-Aluminit, Rostit und Zaherit innerhalb der Abteilung der „Wasserhaltigen Sulfate mit fremden Anionen“ auf.
Die seit 2001 gültige und von der IMA verwendete 9. Auflage der Strunz’schen Mineralsystematik ordnet den Mangazeit in die Klasse der „Sulfate (Selenate, Tellurate, Chromate, Molybdate und Wolframate)“ und dort in die Abteilung der „Sulfate (Selenate usw.) mit zusätzlichen Anionen, mit H2O“ ein. Diese Abteilung ist allerdings weiter unterteilt nach der relativen Größe der beteiligten Kationen und der Kristallstruktur. Da die Kristallstruktur von Mangazeit jedoch bisher noch nicht genauer festgelegt wurde, ist er entsprechend in der Unterabteilung „Mit ausschließlich mittelgroßen Kationen; unklassifiziert“ zu finden, wo er als einziges Mitglied die unbenannte Gruppe 7.DE.05 bildet.
Auch die vorwiegend im englischen Sprachraum gebräuchliche Systematik der Minerale nach Dana ordnet den Mangazeit in die Klasse der „Sulfate, Chromate und Molybdate“ und dort in die Abteilung der „Wasserhaltigen Sulfate mit Hydroxyl oder Halogen“ ein. Hier ist er zusammen mit Aluminit in der unbenannten Gruppe 31.07.04 innerhalb der Unterabteilung der „Wasserhaltigen Sulfate mit Hydroxyl oder Halogen mit (A+B2+)2(XO4)Zq × x(H2O)“ zu finden.

## Bildung und Fundorte
Mangazeit bildet sich als Sekundärmineral in der Verwitterungszone von stark serizitisiertem und pyritisiertem Granodiorit. Dort findet er sich entlang der Ränder von Quarz-Arsenopyrit-Adern meist vergesellschaftet mit Gips und Chlorit.
Mangazeit konnte bisher (Stand: 2012) nur an seiner Typlokalität „Mangazeisky“ in Russland nachgewiesen werden.

## Kristallstruktur
Mangazeit kristallisiert triklin in der Raumgruppe P1 (Raumgruppen-Nr. 1) oder P1 (Nr. 2) mit den Gitterparametern a = 8,286(5) Å; b = 9,385(5) Å; c = 11,35(1) Å; α = 96,1(1)°; β = 98,9(1)° und γ = 96,6(1)° sowie 4 Formeleinheiten pro Elementarzelle.